# سعيد بن مالك بن بهدل
سعيد بن مالك بن بهدل والي جند قنسرين (منطقة عسكرية في شمال سوريا) في عهد الخليفتين الأمويين يزيد الأول (حكم 680-683) ومعاوية الثاني (حكم 683-684). أثناء الفتنة الثانية، في عام 683 أو 684، طُرد سعيد من قنسرين على يد زفر بن الحارث الكلابي، الذي كانت قبيلته قيس، منافسو قبيلة سعيد، بنو كلب، تهيمن على المنطقة. اعترض سعيد على سيطرة زفر على قنسرين ودعم ادعاءات المطالب المناهض للأمويين بالخلافة، المتمثلة في ابن الزبير.

## العائلة
كان سعيد ابن عم الخليفة يزيد الأول، وكانت والدة الأخير ميسون أخت والد سعيد مالك. وكانوا ينتمون إلى البيت المؤثر بحدل بن أنيف الكلبي، زعيم قبيلة بني كلب في الشام. لعب شقيق سعيد حسن وابن عمه حميد بن حريث أدوارًا قيادية في دعم الأمويين أثناء التحدي الخطير لحكمهم في الحرب الأهلية الإسلامية الثانية.
كان حفيد سعيد، خالد بن عثمان بن سعيد، صاحب الشرطة (القوات المختارة) للخليفة الأموي الوليد الثاني (حكم 743-744) وبهذه الصفة، قاتل ضد رفاقه الكلبيين الذين عارضوا الخليفة. كان سليل آخر، عاصم بن محمد، زعيمًا لفصيل قبيلة يمان [الإنجليزية]، التي تنتمي إليها قبيلة كلب، ضد منافستها قبيلة قيس، في دمشق في عهد الخليفة العباسي هارون الرشيد (حكم 786-809).

## فهرس
- Caskel, Werner (1966). Ğamharat an-nasab: Das genealogische Werk des His̆ām ibn Muḥammad al-Kalbī, Volume II (بالألمانية). Leiden: Brill. Archived from the original on 2023-10-24.
- Crone، Patricia (1980). Slaves on Horses: The Evolution of the Islamic Polity. Cambridge: Cambridge University Press. ISBN:0-521-52940-9.